# Mörsil
Mörsil is een plaats in de gemeente Åre in het landschap Jämtland en de provincie Jämtlands län in Zweden. De plaats heeft 674 inwoners (2005) en een oppervlakte van 123 hectare. Mörsil ligt aan de rivier de Indalsälven en de Europese weg 14. In de plaats werd in 1891 het eerste sanatorium van Zweden opgericht.